# Eleições estaduais no Tocantins em 1998
As eleições estaduais no Tocantins em 1998 ocorreram em 4 de outubro como parte das eleições em 26 estados e no Distrito Federal. Foram eleitos o governador Siqueira Campos, o vice-governador João da Cruz e o senador Eduardo Siqueira Campos, além de oito deputados federais e vinte e quatro deputados estaduais. Estavam aptos a votar 624.344 eleitores, dos quais 125.466 (20,10%) se abstiveram.
Cearense de Crato, o agropecuarista e empresário Siqueira Campos elegeu-se vereador em Colinas do Tocantins em 1964. Posteriormente filiado à ARENA, foi eleito deputado federal em 1970 e 1974, figurando como suplente em 1978, sendo efetivado com a morte de José de Assis. Com o fim do bipartidarismo ingressou no PDS sendo reeleito em 1982. Durante a legislatura votou contra a Emenda Dante de Oliveira em 1984 e escolheu Paulo Maluf no Colégio Eleitoral em 1985. Reeleito via PDC em 1986, atuou em prol da criação do Tocantins, sendo eleito o primeiro governador do respectivo estado em 1988, retornando ao cargo via PPR em 1994. Num gesto incomum, renunciou ao Palácio Araguaia em prol do vice-governador Raimundo Boi seis meses antes de retornar ao governo estadual ao vencer as eleições de 1998 pelo PFL.
O resultado final representou o auge do "siqueirismo" graças à astúcia de seu líder que deixou o governo em abril de 1998, entregando-o a Raimundo Boi. Tal iniciativa possibilitou a candidatura de Eduardo Siqueira Campos ao Senado Federal, pois a Constituição impede que parentes até segundo grau de um governante disputem um mandato eletivo caso o mesmo esteja no poder, exceto se o parente buscar a reeleição de um mandato que já exerça, fórmula que não se aplicaria neste caso, pois o filho não exercia qualquer mandato eletivo. Graças ao aparente desprendimento, Siqueira Campos assistiu à vitória do filho e ostentou a condição sui generis de candidato a reeleição, não obstante sua renúncia ao Palácio Araguaia.
Quanto ao vice-governador João da Cruz, este foi rival de Siqueira Campos na disputa pelo governo estadual em 1994 e eleito vice-governador em 1998.

## Resultado da eleição para governador
Segundo o Tribunal Regional Eleitoral do Tocantins, houve 75.507 votos em branco (15,14%) e 25.282 votos nulos (5,07%) calculados sobre o comparecimento de 498.878 eleitores, com os 398.089 votos nominais assim distribuídos:
| Candidatos a governador do estado | Candidatos a vice-governador | Número | Coligação                                                                                              | Votação | Percentual |
| --------------------------------- | ---------------------------- | ------ | --- | ------- | ---------- |
| Siqueira Campos PFL               | João da Cruz PPB             | 25     | União do Tocantins (PFL, PPB, PSDB, PTB, PSC, PL, PDT, PSB, PV, PRP, PST, PTN, PSDC, PGT, PRTB, PTdoB) | 245.434 | 61,65%     |
| Moisés Avelino PMDB               | Mário Vaz PCdoB              | 15     | Frente de Oposição Popular do Tocantins (PMDB, PCdoB, PPS, PSD)                                        | 132.060 | 33,17%     |
| Célio Alves de Moura PT           | Márcia Barbosa PT            | 13     | Frente Tocantins Popular (PT, PCB)                                                                     | 15.034  | 3,78%      |
| Raimunda Guimarães Araújo PRONA   | Otávio Milhomem PRONA        | 56     | PRONA (sem coligação)                                                                                  | 5.561   | 1,40%      |
| Fontes:                           |                              |        | |         |            |

## Resultado da eleição para senador
Com informações do Tribunal Superior Eleitoral.
| Candidatos a senador da República | Candidatos a suplente de senador                           | Número | Coligação                                          | Votação | Percentual |
| --------------------------------- | ---------------------------------------------------------- | ------ | -------------------------------------------------- | ------- | ---------- |
| Eduardo Siqueira Campos PFL       | Telma Siqueira Campos PFL Anatólio Dias Carneiro PFL       | 25     | União do Tocantins (PFL, PPB, PSDB, PTB, PSC, PSB) | 291.624 | 74,70%     |
| Derval de Paiva PMDB              | Eudoro Pedroza PMDB Colemar Cerqueira PMDB                 | 15     | Tocantins para Todos (PMDB, PCdoB, PPS)            | 72.326  | 18,53%     |
| Iredes José dos Santos PT         | Paulo Henrique Mattos PT Inácio Teixeira da Silva PT       | 13     | PT (sem coligação)                                 | 19.683  | 5,04%      |
| José Carlos Ferreira PRONA        | Maria Suzana da Silva PRONA Maria Aparecida da Silva PRONA | 56     | PRONA (sem coligação)                              | 6.743   | 1,73%      |
| Fontes:                           |                                                            |        |                                                    |         |            |

## Biografia do senador eleito

### Eduardo Siqueira Campos
O senador eleito foi Eduardo Siqueira Campos. Graduado em Pedagogia pelo Centro de Ensino Unificado de Brasília (UNICEUB), ele nasceu em Campinas e após adentrar no PDC elegeu-se deputado federal pelo Tocantins em 1988 e 1990 e prefeito de Palmas em 1992. Agora inscrito no PFL, tem a irmã como primeira suplente.

## Deputados federais eleitos
São relacionados os candidatos eleitos com informações complementares da Câmara dos Deputados.

Representação eleita
  PFL: 3
  PPB: 2
  PMDB: 2
  PSDB: 1

| Número  | Deputados federais eleitos | Partido | Votação | Percentual | Cidade onde nasceu    | Unidade federativa |
| 2525    | João Ribeiro               | PFL     | 48.088  | 11,64%     | Campo Alegre de Goiás | Goiás              |
| 1111    | Osvaldo Reis               | PPB     | 31.010  | 7,51%      | Floriano              | Piauí              |
| 2511    | Darci Coelho               | PFL     | 30.241  | 7,32%      | Porto Franco          | Maranhão           |
| 1515    | Igor Avelino               | PMDB    | 28.866  | 6,99%      | Goiânia               | Goiás              |
| 1501    | Freire Júnior              | PMDB    | 28.466  | 6,89%      | Goiânia               | Goiás              |
| 4511    | Paulo Mourão               | PSDB    | 25.670  | 6,21%      | Cristalândia          | Tocantins          |
| 2580    | Antônio Jorge              | PFL     | 24.127  | 5,84%      | Taguatinga            | Tocantins          |
| 1100    | Pastor Amarildo            | PPB     | 23.759  | 5,75%      | Hidrolândia           | Goiás              |
| Fontes: |                            |         |         |            |                       |                    |

## Deputados estaduais eleitos
Estavam em jogo 24 cadeiras na Assembleia Legislativa do Tocantins.

Representação eleita
  PFL: 10
  PPB: 6
  PMDB: 6
  PTB: 1
  PL: 1

Fonteː
| Número  | Deputados estaduais eleitos | Partido | Votação | Percentual | Cidade onde nasceu    | Unidade federativa |
| 25112   | Marcelo Miranda             | PFL     | 16.174  | 4,06%      | Goiânia               | Goiás              |
| 25111   | Fabion Gomes                | PFL     | 11.581  | 2,90%      | Tocantinópolis        | Tocantins          |
| 25115   | Raimundo Moreira            | PFL     | 10.282  | 2,58%      | Nazaré                | Tocantins          |
| 11000   | Cacildo Vasconcelos         | PPB     | 8.803   | 2,21%      | Ipameri               | Goiás              |
| 11111   | Laurez Moreira              | PPB     | 8.664   | 2,17%      | Dueré                 | Tocantins          |
| 25222   | Vicentinho Alves            | PFL     | 8.317   | 2,08%      | Porto Nacional        | Tocantins          |
| 25200   | Igue do Vale                | PFL     | 8.207   | 2,06%      | São Paulo             | São Paulo          |
| 25400   | Ângelo Agnolin              | PFL     | 7.835   | 1,96%      | Palmeira das Missões  | Rio Grande do Sul  |
| 11222   | Josi Nunes                  | PPB     | 7.555   | 1,89%      | Porto Nacional        | Tocantins          |
| 25105   | João Renildo de Queiroz     | PFL     | 7.485   | 1,88%      | Tocantinópolis        | Tocantins          |
| 11101   | João Oliveira               | PPB     | 7.257   | 1,82%      | Loreto                | Maranhão           |
| 15112   | Leide Neves Pereira         | PMDB    | 7.161   | 1,79%      | Araguaína             | Tocantins          |
| 25333   | Juarez Giovanetti           | PFL     | 6.896   | 1,73%      | Imbuia                | Santa Catarina     |
| 25120   | Manoel Bueno                | PFL     | 6.841   | 1,71%      | Mossâmedes            | Goiás              |
| 25123   | Everaldo Barros             | PFL     | 6.787   | 1,70%      | Grajaú                | Maranhão           |
| 11105   | Geraldo Vaz                 | PPB     | 6.253   | 1,57%      | São Gonçalo do Abaeté | Minas Gerais       |
| 15113   | Nezinho Alencar             | PMDB    | 6.122   | 1,53%      | Filadélfia            | Tocantins          |
| 11112   | Gismar Gomes                | PPB     | 6.009   | 1,50%      | Anápolis              | Goiás              |
| 15111   | José Augusto Pugliesi       | PMDB    | 5.609   | 1,40%      | Goiânia               | Goiás              |
| 15155   | Júlio Resplande             | PMDB    | 5.232   | 1,31%      | Tocantinópolis        | Tocantins          |
| 15153   | Iderval Silva               | PMDB    | 4.866   | 1,22%      | Anápolis              | Goiás              |
| 15123   | Izidóro Correia de Oliveira | PMDB    | 4.658   | 1,17%      | Dianópolis            | Tocantins          |
| 14666   | Carlos Gaguim               | PTB     | 4.052   | 1,01%      | Ceres                 | Goiás              |
| 22222   | Palmeri Bezerra             | PL      | 3.656   | 0,91%      | Carolina              | Maranhão           |
| Fontes: |                             |         |         |            |                       |                    |